# Beone

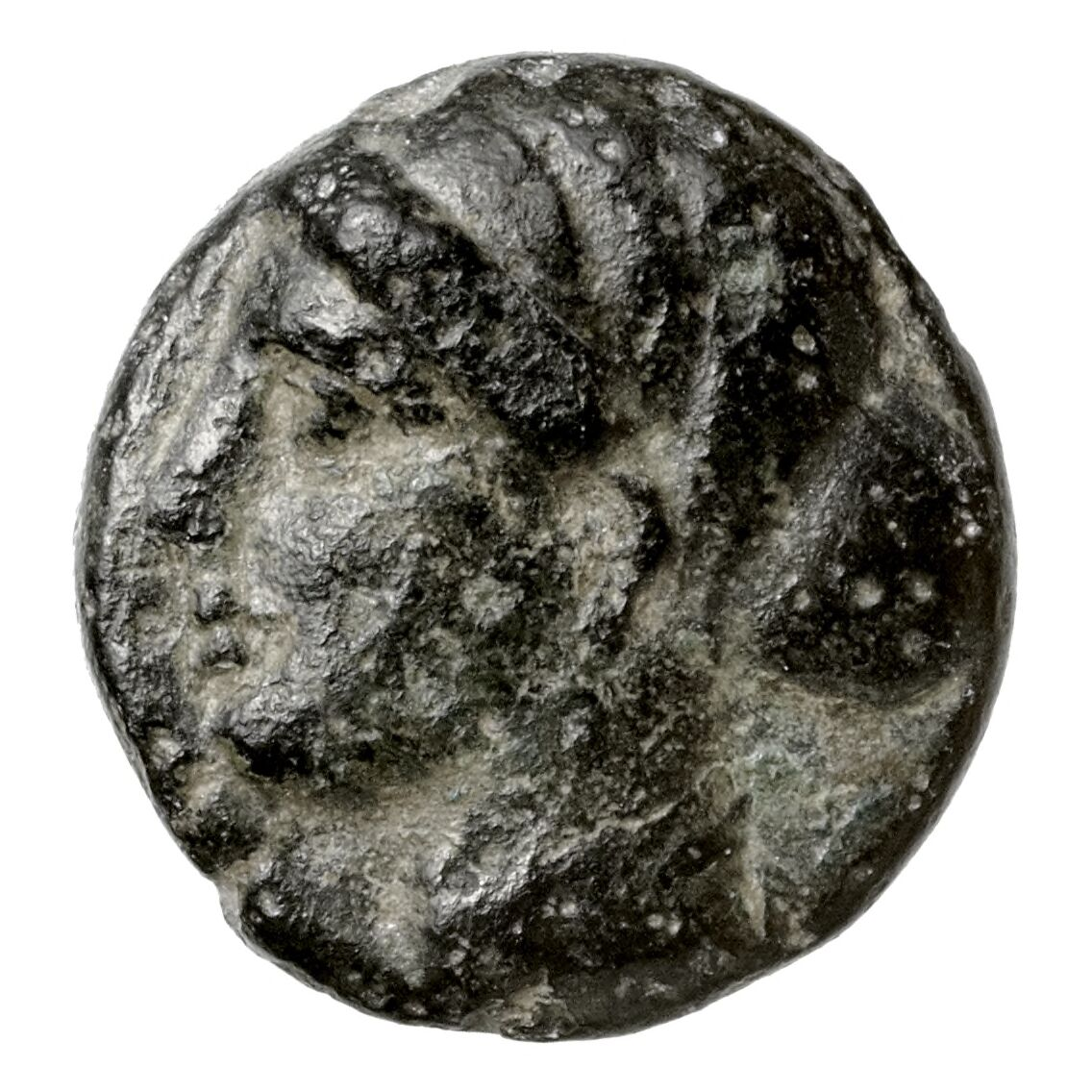
Moneda de la ciudad de Beone: anverso con la cabeza de una figura femenina.

Beone era una antigua ciudad de Eólida.
Su existencia se conoce a través de testimonios numismáticos consistentes en monedas de bronce fechadas en el siglo IV o en el siglo III a. C. donde figuran las inscripciones «ΒΟΙΩΝΙΤΙΚΟΝ» o «ΒΟΙΩΝΙΤΙΚΟΣ».
La mayoría de las monedas han sido encontradas en el valle del río Hermo y el estilo de las mismas parece similar al de las de Larisa Fricónida, pero se desconoce la localización exacta de Beone.